# Lavâl
Lavâl (Laval o Lavâl en arpità, Val-d'Isère en francès) és un municipi francès, situat a la capçalera del riu Isèra (d'on rep al nom), al departament de la Savoia (regió d'Alvèrnia-Roine-Alps). Situat a 1.800 metres d'altura sobre el nivell del mar és un important centre d'esports d'hivern, estant les seves pistes unides amb les de Tignes tot formant l'Espace Killy.